# SHAKE HIP GROOVIN'
SHAKE HIP GROOVIN'（シェイク・ヒップ・グルーヴィン）は、CROSS FMで放送されていたラジオ番組。1997年4月～1999年3月までの毎週月曜日から木曜日のお昼、今は無き博多駅GIGAスタジオから生放送された。メインナビゲーターは鶴屋華丸（現・博多華丸）が務めた。

## 放送時間
- 1997年4月-1998年3月：14:00-17:00
- 1998年4月-1999年3月：13:00-17:00

## ナビゲーター
- 鶴屋華丸（現・博多華丸）

以前には「鶴屋華丸・亀屋大吉」（現・博多華丸・大吉）のコンビでRKBラジオでもレギュラー番組を担当していたが、この番組では華丸1人だけでナビゲーターを担当、番組開始1年後からは以下の女性ナビゲーターと2人でナビゲーターを担当した。この番組終了後、同局でナビゲーターを務めたことはない。
- 帆玉ひとみ（1998年4月-1999年9月、月・火）

現在まで同局でナビゲーターを務めたのはこの番組だけである。
- 古賀真里子（1998年4月-1998年9月、水・木）

現在まで同局でナビゲーターを務めたのはこの番組だけである。結婚後の本名で出演していたが出産のため半年で降板、番組降板の日にアーティストの「真璃子」であったことを明かしている。その後、2013年まで活動を休止する。
- 武田直子（1998年10月-1999年3月、13:30-17:00）

同局では以前にも番組担当経験があった。なぜか番組のオープニングには登場せず、後述の「SNAP SHOT」の直前より登場していた。番組終了後は後番組の「HAKATA PARADISE」の担当となった。

## コーナー
- SNAP SHOT （1998年4月-1999年3月 13:30-13:40）

スポンサーはタイ国政府観光庁と福岡市内のホテル・リッツファイブ。1998年3月までは「SMOOVE TOUCH」内で放送されていた。
タイ国の観光スポットや、観光に関する情報を紹介するコーナーで、タイ国政府観光庁福岡事務所のスタッフがスタジオに来て観光情報を紹介することが多かった。
このコーナーは月曜日-金曜日を通じて放送され、金曜日は「SONIC A-GO-GO!!」内で放送された。
なお、1999年4月からは後番組「HAKATA PARADISE」に引き継がれた。
- SHAKE TALKIN' （1998年10月-1999年3月 13:50など不定期）

リスナーと電話でトークをするコーナー。リスナーが務める会社の宣伝などもOKとした。
- （不明）（1997年4月-1998年3月 14:20-14:30）→JR WAVE FILE 1 （1998年4月-1999年3月 14:20-14:30）
- （不明）（1997年4月-1998年3月 15:20-15:30）→JR WAVE FILE 2（1998年4月-1999年3月 15:20-15:30）
- （不明）（1997年4月-1998年3月 16:45-16:55）→JR WAVE FILE 3（1997年4月-1999年3月 16:45-16:55）

スポンサーはJR九州、但し16:45-16:55はJR九州と日本テレコム（現・ソフトバンクテレコム）。コーナーの始めと終わりには「CROSS FM WE LOVE RAILWAY JR KYUSYU」のジングルが流されたが、提供クレジットの紹介は14:20の冒頭で華丸が1回だけ紹介するだけで、15:20、16:45の回では紹介しなかった。
JR九州からの旅情報や割引きっぷなどを紹介した。
金曜日のこの時間は「SONIC A-GO-GO!!」内でそれぞれ同じスポンサーのコーナー「LOVERS FOREVER」「LIVE! LIVE!」「UP TOWN MAP」が放送された。
番組終了後は「HAKATA PARADISE」に引き継がれコーナーも1本化、30分コーナーの「MUSIC EXPRESS」になった。
- CROSS CAR REPORT （14:50-15:00）

同局のラジオカーであるクロスカーに乗ったリポーターが街中へ出かけて、様々なイベントなどを紹介した。後述の「CROSS CAR ATTACK」が始まってからは、16:30頃にクロスカーが到着する場所を発表し、リスナーの参加を呼びかけた。
- SHAKE AND CATCH （1998年4月-1999年3月 15:45-16:30）

1998年3月までは「SMOOVE TOUCH」内で放送されていたコーナー。スポンサーは1998年12月まで西日本新聞社とTNCテレビ西日本であったが、1999年1月から3月は西日本新聞社単独となった。とは言え、放送局が放送局のスポンサードを行うことはあまりなく、異例なことであった。
リスナーからのメッセージを紹介したり、世界中から届くトピックスを紹介したりした。
このコーナーは月曜日-金曜日を通じて放送され、金曜日は「SONIC A-GO-GO!!」内で「SONIC HOT EXTRA」として放送された。また、番組終了後は「HAKATA PARADISE」に引き継がれ、コーナータイトルも「PARADISE CAFE」に改められた。
- CROSS CAR ATTACK （1998年10月-1999年3月 16:30-16:45）

前もってクロスカーが発表する場所へリスナーに集まってもらい、集まってもらったリスナーの中から1人を選びスタジオから出されるクイズに答えてもらうコーナー。クイズに正解したリスナーにはプレゼントが渡される他、毎年2回のキャンペーンウィークの際には集まったリスナーに同局のステッカーが配られた。このコーナーでは華丸がまずクイズのジャンルを4つ程紹介し、その中から回答者に1つを選んでもらって出題したが、そのスタイルはテレビ朝日の番組「パネルクイズ アタック25」をモチーフにしており、コーナー中でもこの番組のフィルムクイズのBGMが使用され、正解者に対して正解だった場合の「その通り!」というかけ声と、正解に関する説明については華丸が、この番組の司会者である児玉清のものまねでやっていた。このものまねが後に彼の代表的なレパトーリーとなっている。また始まった当初、ジャンルの中には必ずと言っていいほど「歴史」が登場し、そのたびに華丸が「・・・、・・・、・・・、そして溺死」（歴史の駄洒落）と言って武田直子とリスナーを笑わせていた。

## 番組に関するエピソード
- 番組のテーマ曲にはSMAPのヒット曲「SHAKE」のインストゥルメンタルが使用された。
- 華丸は放送当時吉本興業福岡事務所の所属であったため、同じ所属で同時期に同局のナビゲーターを務めていたおタコ・プーや、相方の亀屋大吉（現・博多大吉）なども不定期に番組に出演することがあった。
- 1998年4月からのCROSS FMのキャッチコピーは「ピースでいこう」であったため、華丸は必ず番組のオープニングトークの終わりを「オープニング・コール、ピース！」で締め、エンディングで「ラスト・コール、ピース！」と言って締めていた。「ピース」の部分はナビゲーター2人で声を合わせていた。この「ラスト・コール」という言葉も、いわば前述の番組での児玉清のセリフからとったものである。
- 1999年2月下旬から3月上旬にかけて、突然鶴屋華丸が番組に出演せず、武田直子1人で番組を進行する日々が続いた。番組中、家電を紹介するコーナーで華丸が「どーでもいーや」といった投げやりなセリフを吐いた翌日からだった為、CROSSFMのサイト内掲示板に、リスナーから質問の書き込みが多くなされたが、結局番組や局からは一切の説明はなく、実質番組終了2週間前となる月曜日にこれまた突然復帰し、番組が終了することを発表した。

| CROSS FM 平日昼のワイド番組                                                                     | CROSS FM 平日昼のワイド番組 | CROSS FM 平日昼のワイド番組     |
| 前番組                                                                                          | 番組名                      | 次番組                          |
| ----------------------------------------------------------------------------------------------- | --------------------------- | ------------------------------- |
| CROSSCOPE（12:00-16:00） CARAMEL PIRATES（月-木 16:00-20:00） SONIC A-GO-GO!!（金 16:00-20:00） | SHAKE HIP GROOVIN'          | HAKATA PARADISE （13:00-17:00） |